# Nyársas-hegyi-üreg
A Nyársas-hegyi-üreg a Tihanyi-félszigeten, a Balaton-felvidéki Nemzeti Park területén található egyik barlang.

## Leírás
A Nyársas-hegy csúcsát alkotó hatalmas forráskúp K-i meredek oldalában, kb. 170 m tengerszint feletti magasságban van. A csúcsról előbb D-re, majd K-re, végül É-ra forduló ösvény vezet a függőleges gejziritfal tövébe, melyben a barlang bejárata nyílik. Az ösvény járószintjétől kb. 1 m-rel magasabban van a barlang. 1,5 m széles és 1 m magas bejárata.
A barlang befelé alacsonyodó, szűkülő, a második m után már szinte járhatatlan, de további néhány m-ig még belátható. E szűk, járhatatlan csatornái 25–30°-ban lejtve, előre és jobbra vannak. A barlang alját, úgy tűnik, vastag rétegben alkotja a gejzirittörmelékes kőzetliszt. Bekúszható hossza 3 m, magassága 1 m-től fokozatosan csökken 25 cm-ig, majd járhatatlanul folytatódik és szélessége átlagosan 130 cm. Térfogata kb. 2 m³.
A meszes hidrokvarcit falakon jól láthatók az oldási nyomok. A barlangot valószínűleg egy parazita forrás oldotta ki. Jelenleg teljesen száraz, klímája alig tér el a felszínitől. Helyi jelentőségű kis barlang.
1983-ban volt először Nyársas-hegyi-üregnek nevezve a barlang az irodalmában. Előfordul a barlang az irodalmában Nyarsas-hegyi-üreg (Eszterhás 1989), Nyársas-hegy 2. ürege (Eszterhás 1984), Nyársas-hegy alsó ürege (Eszterhás 1984) és Nyársas-hegy üregei (Eszterhás 1987) neveken is.

## Kutatástörténet
A barlang minden valószínűség szerint régen nyitott és ismert üreg. Ennek ellenére irodalmi említése 1984 előtt alig volt és azok is csak utaltak létezésére. Az 1984-ben kiadott, Lista a Bakony barlangjairól című összeállításban Nyársas-hegyi-üreg a 4463-as barlangkataszteri területen, a Tihanyi-félszigeten, Tihanyban lévő barlang neve, amelynek további nevei Nyársas-hegy 2. ürege és Nyársas-hegy alsó ürege. A posztvulkánikus barlang 2×1 m-es és 1 m magas.
Az Eszterhás István által 1989-ben írt, Magyarország nemkarsztos barlangjainak listája című kéziratban az olvasható, hogy a Bakony hegységben, a 4463-as barlangkataszteri területen, Tihanyban lévő Nyarsas-hegyi-üreg gejziritben alakult ki. A barlang 3 m hosszú és 0,7 m magas. A listában meg van említve az a Magyarországon, nem karsztkőzetben kialakult, létrehozott 220 objektum (203 barlang és 17 mesterséges üreg), amelyek 1989. év végéig váltak ismertté. Magyarországon 40 barlang keletkezett gejziritben. Az összeállítás szerint Kordos László 1984-ben kiadott barlanglistájában fel van sorolva 119 olyan barlang is, amelyek nem karsztkőzetben jöttek létre.
Az Eszterhás István által 1993-ban írt, Magyarország nemkarsztos barlangjainak lajstroma című kéziratban meg van említve, hogy a Bakony hegységben, a 4463-as barlangkataszteri területen, Tihanyban helyezkedik el a Nyársas-hegyi-üreg. A gejziritben keletkezett barlang 3 m hosszú és 0,7 m magas. Az összeállításban fel van sorolva az a Magyarországon, nem karsztkőzetben kialakult, létrehozott 520 objektum (478 barlang és 42 mesterséges üreg), amelyek 1993 végéig ismertté váltak. Magyarországon 40 barlang, illetve mesterségesen létrehozott, barlangnak nevezett üreg alakult ki, lett kialakítva gejziritben. A Bakony hegységben 123 barlang jött létre nem karsztkőzetben. A 2001. november 12-én készült, Magyarország nemkarsztos barlangjainak irodalomjegyzéke című kézirat barlangnévmutatójában szerepel a Nyársas-hegyi-üreg. A barlangnévmutatóban fel van sorolva 11 irodalmi mű, amelyek foglalkoznak a barlanggal.

## További irodalom
- Eszterhás István: A Bakony barlanglajstroma. Kézirat, 1983. (A kézirat megtalálható a Bakonyi Természettudományi Múzeumban, Zirc.)
- Eszterhás István: A Tihanyi-félsziget barlangkatasztere. Kézirat, 1984. (A kézirat megtalálható a Magyar Karszt- és Barlangkutató Társulat Adattárában és a KvVM Barlang- és Földtani Osztályon.) (Néhány oldallal és fényképpel bővebb, mint az 1987-es nyomtatott változat. A kéziratot csak barlangonként szétdarabolva láttam.)
- Eszterhás István: A Bakony nemkarsztos barlangjainak genotipusai és kataszteri jegyzéke. Kézirat. Budapest, 1986. Szerződéses munka az Országos Környezet- és Természetvédelmi Hivatalnak.
- Pávai-Vajna Ferenc: A forró oldatok és gőzök-gázok szerepe a barlangképződésnél. Hidrológiai Közlöny, 1930. (10. köt.) 115–122. old.
- Seifert – Pávai-Vajna Ferenc: Über die Rolle heisser Lösungen, Dämpfe und Gase bei der Höhlenbildung. Mitteilungen über die Höhlen- und Karstforschung, 1937. 104. old.